# Ацолини (Тренто)
Ацолини је насеље у Италији у округу Тренто, региону Трентино-Јужни Тирол.
Према процени из 2011. у насељу је живело 33 становника. Насеље се налази на надморској висини од 1172 м.